# Чернины

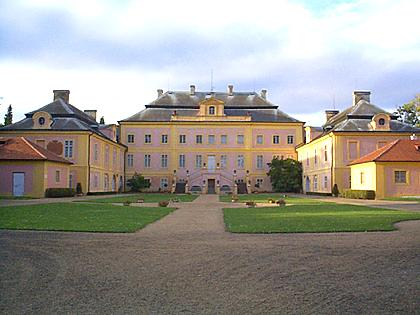
Замок Шонхоф (Красны-Двур)

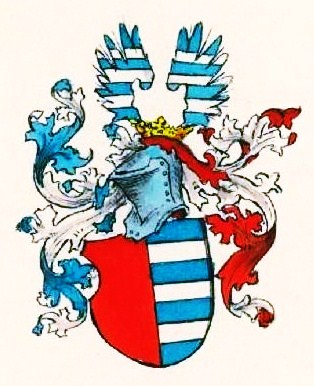
родовой герб

Чернины из Худениц (чеш. Černínové z Chudenic, нем. Czernin von und zu Chudenitz) — чешский графский род, с XIII века до 1945 года владевший местечком Худенице на западе Богемии (35 км от Пльзеня), отсюда полное название — «Чернины из Худенице».
Первые Чернины фигурируют в документах с XII века. Наряду со Швиховскими, они происходили из древнего чешского рода Дрславичей. Семейное предание сообщает, что их прародитель занимал видное место в окружении короля Пржемысла Оттокара, будучи его родственником. Как и другие богемские вельможи, оставшиеся верными Габсбургам в преддверии Тридцатилетней войны, Чернины были удостоены титулов: сначала, в 1607 году, баронского, затем, в 1623 году, — графского.

К числу наиболее замечательных представителей рода принадлежит граф Иоганн Рудольф (1757—1845), музыкант-любитель, бравший уроки у Моцарта. Он украсил фамильный замок Шонхоф редкими произведениями искусства, среди которых — знаменитое полотно Вермеера «Искусство живописи» (один из потомков продаст его Гитлеру). В конце жизни Иоганн Рудольф возглавлял Академию изобразительных искусств в Вене. Чернин способствовал подъёму национальной культуры: хранителем его картинной галереи служил Франтишек Ткадлик; в его поместьях подолгу живал Йосеф Добровский. 

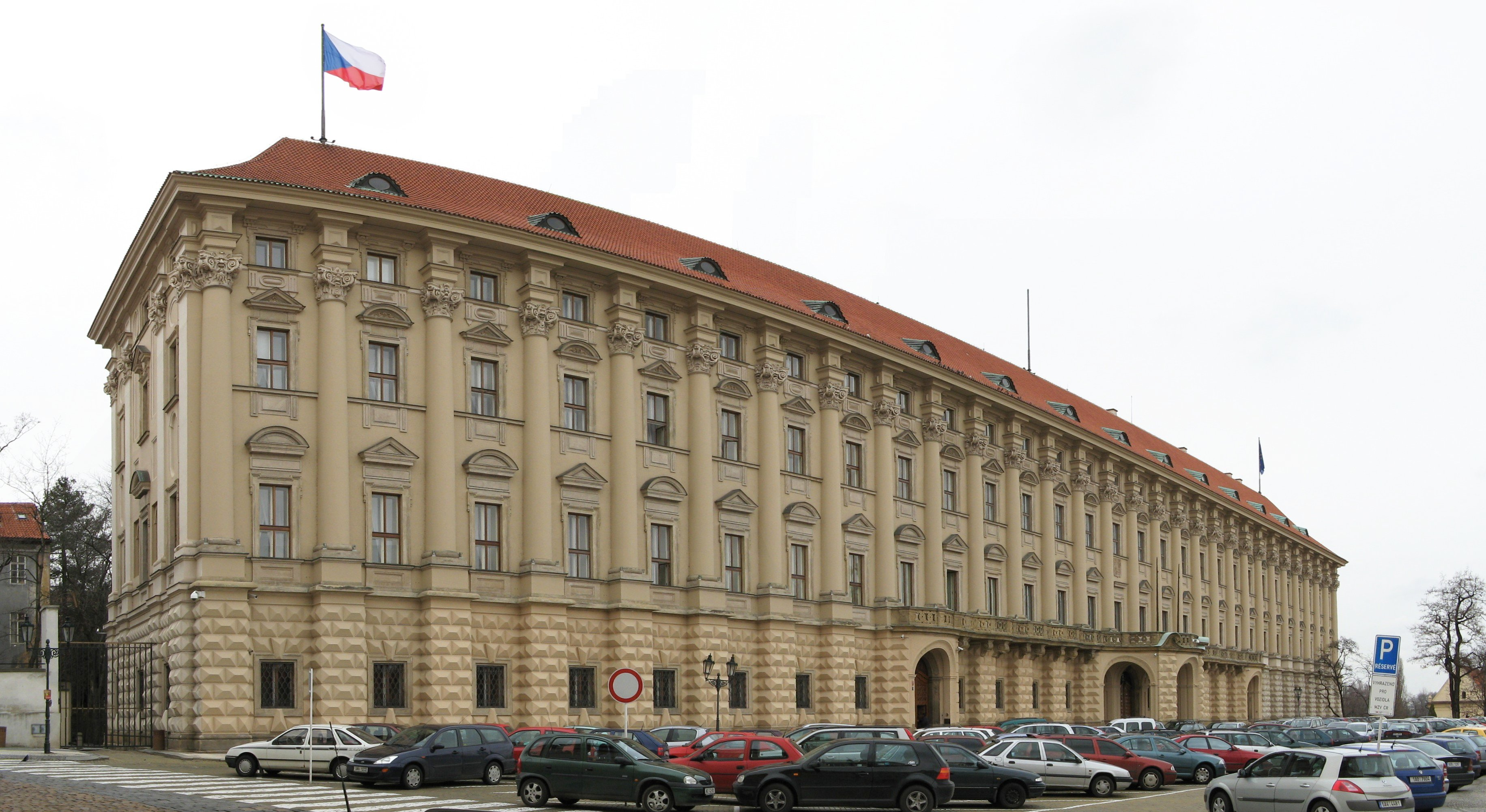
Чернинский дворец, Градчаны

В годы Первой мировой войны австрийской дипломатией руководил граф Оттокар Чернин (1872—1932), чья подпись стоит под Брестским миром. Его брат Отто (1875—1962) при предъявлении Июльского ультиматума представлял интересы Габсбургов в Санкт-Петербурге; в конце жизни поддерживал Отто Габсбурга в паневропейском движении. Манфред Беккетт (1913-62), сын предыдущего, во время Второй мировой войны служил в британской разведке и ВВС.
Современные Чернины по-прежнему живут в Чехии и Австрии. Австрийский журналист Хубертус Чернин (1956—2006) прославился публикациями по поводу нацистского прошлого президента Вальдхайма. Колоссальный Чернинский дворец в Градчанах (XVII—XVIII века, барокко) в настоящее время служит официальной резиденцией чешского министра иностранных дел.